# Cerro Chena
El cerro Chena forma parte de un gran cordón rocoso y se ubica al oeste de la comuna de San Bernardo en Chile.

## Descripción
En sus cercanías se encuentra el cerro alto Cumbre San Jorge (952 m s. n. m.) 33°35′36.79″S 70°44′37.42″O / -33.5935528, -70.7437278, siendo esta la parte más alta de este cordón rocoso, encontrándose en esta cima varios tambos.

### Pucará de Chena
Otro cerro es el Pucará (Puntilla de Cucará), hasta donde se accede por el camino Catemito, donde hay ruinas de lo que se creía una antigua fortaleza inca o pucará. Estudios recientes apuntan más hacia una huaca sagrada, llamada la huaca de Chena
Allí se desarrollaba la Fiesta de Inti Raymi.[cita requerida]

[...] Era la principal fiesta y a ella concurrían los curacas, señores de vasallos, de todo el imperio (...) con sus mayores galas y invenciones que podían haber. La preparación era estricta, pues en los previos "tres días no comían sino un poco de maíz blanco, crudo, y unas pocas de yerbas que llaman chúcam y agua simple. En todo este tiempo no encendían fuego en toda la ciudad y se abstenían de dormir con sus mujeres". Para la ceremonia misma, las vírgenes del Sol preparaban unos panecillos de maíz. Ese día, el soberano y sus parientes esperaban descalzos la salida del Sol en la plaza. Puestos en cuclillas, con los brazos abiertos y dando besos al aire, recibían al astro rey. Entonces el inca, con dos vasos de oro, brindaba la chicha: del vaso de la izquierda bebían sus parientes; el de la derecha era derramado y vertido en un tinajón de oro.
Garcilaso de la Vega

Además, existe un cerrillo donde se erige un santuario a la Virgen María. Generalmente para los días de Semana Santa, este cerro se ve invadido de peregrinos que van a orar a esta Virgen de gran tamaño.

## Obras contempladas a futuro

### Nuevo Complejo Deportivo Juan Pinto Durán
La Federación de Fútbol de Chile (FFCh) anunció el 16 de diciembre de 2020 que existe la idea de construir en el cerro Chena el nuevo Complejo Deportivo Juan Pinto Durán, lugar de concentración de la Selección de fútbol de Chile, la Selección femenina de fútbol de Chile y del resto de selecciones nacionales de la federación incluyendo la Selección de fútbol playa de Chile y la Selección de fútbol sala de Chile y sus versiones femeninas. Los terrenos son una parte de los que han sido ocupados durante décadas por el Ejército de Chile. No obstante lo anterior, al día siguiente del anuncio el Ministerio de Defensa Nacional aclaró que ellos desconocen dicha propuesta sobre terrenos que actualmente pertenecen al Ejército y no han existido conversaciones al respecto.

### Parque Metropolitano Sur
En 2002, la entonces Ministra de Defensa Michelle Bachelet, el Ministro de Vivienda y Urbanismo Jaime Ravinet y el comandante en Jefe del Ejército, general Juan Emilio Cheyre, abordaron temas relativos a la reasignación, administración y disposición de terrenos de propiedad del Fisco destinados al Ejército. Para el caso de Chena, se estableció el término parcial de destinación para la creación del, en ese entonces, Parque Metropolitano Sur en treinta y ocho hectáreas de terreno como festejo del Bicentenario de la República en 2010, las cuales serían administradas por el Parque Metropolitano de Santiago.

### Revitalización
El 04 de abril del 2024, el gobernador de la región metropolitana Claudio Orrego junto al alcalde en curso de la comuna de San Bernardo Christopher White y otras autoridades anunciaron el reinicio de las obras destinadas a revitalizar 55 hectáreas del terreno. Lo cual se proyecta que esté terminado en un plazo de 1 año y medio.
- El 07 de junio de 2024, se inauguraron más de 970 obras en 3 hectáreas del cerro que tienen el propósito de favorecer la recarga del acuífero y la recuperación del ecosistema natural. [7]